# USS Mindoro (CVE-120)
«Міндоро» (англ. USS Mindoro (CVE-120)) — ескортний авіаносець США часів Другої світової війни типу «Комменсмент Бей».

## Історія створення
Авіаносець «Міндоро» був закладений 2 січня 1945 року на верфі «Todd Pacific Shipyards» у Такомі. Спущений на воду 27 червня 1945 року, вступив у стрій 7 грудня 1945 року.

## Історія служби
Після вступу у стрій «Міндоро» ніс службу у складі Атлантичного флоту як протичовновий авіаносець.
Наприкінці 1950 — на початку 1951 року перебував у Середземному морі.
4 серпня 1955 року корабель був виведений у резерв.
7 травня 1959 року авіаносець був перекласифікований в авіатранспорт AKV-20.
1 грудня 1959 року корабель виключено зі списків флоту і наступного року продано на злам.